# Шері Норт
Шері Норт (англ. Sheree North; 17 січня 1932 — 4 листопада 2005) — американська актриса, співачка і танцівниця, найбільш відома за ролями в кінофільмах 1950-х років.

## Життєпис
Шері Норт народилася 1932 року в Лос-Анджелесі, Каліфорнія в США. Почала свою кар'єру танцівниці у десятирічному віці, виступаючи в період Другої світової війни, а в п'ятнадцять років вийшла заміж і через рік народила дитину.
Норт дебютувала у кіно в 1951 році. У 1953 році за свою дебютну роль у бродвейському мюзиклі Hazel Flagg вона виграла премію Theatre World Award. У 1954 році Норт підписала контракт зі студією 20th Century Fox, яка мала намір зробити з неї своєрідну відповідь Мерилін Монро. Після кількох невдалих проб на головну роль в екранізації бродвейського мюзиклу «Дівчина в рожевому трико» та мюзикл «Немає кращого бізнесу, ніж шоубізнес», вона отримала головну роль у фільмі 1955 року «Як бути дуже, дуже популярним». У тому ж році вона з'явилася на обкладинці журналу Life. Після цього акторка продовжувала отримувати головні ролі у фільмах, таких як «Лейтенант у спідниці», що став дуже успішним у прокаті, і «Найкращі речі в житті є безкоштовними», що знову став комерційно успішним, проте студії почали втрачати до неї інтерес, плануючи зробити зірку з актриси-початківця Джейн Менсфілд.
1957 року вона привернула увагу критиків, зігравши головну роль у драмі «Шлях до золота», який мав малий успіх у прокаті. У тому ж році вона знялася ще в одному комерційно провальному фільмі — «Без початкового внеску». Наступного року вона знялася у військовій драмі «У коханні та війні», який мав успіх, що допомогло акторці отримати ще одну головну роль, у мюзиклі «Марді Грас». Він провалився в прокаті, і студія Fox вирішила не продовжувати її контракт. У наступні роки Шері Норт продовжувала зніматися в кіно та на телебаченні, зігравши головну роль у фантастичному фільмі «Інер Спейс». Вона також з'явилася у фільмах «Неприємності з дівчатами», «Чарлі Веррік», «Втеча», «Телефон». На телебаченні вона була запрошена зіркою в кількох популярних телесеріалах, таких як «Шоу Мері Тайлер Мур», «Приватний детектив Магнум», «Золоті дівчатка» та «Сайнфелд». За свою роботу на телебаченні акторка отримала дві номінації на премію «Еммі», у 1976 та 1981 роках.

## Родина
Норт була одружена чотири рази й мала двох дітей. У 1948 році, у віці 16 років, вона вийшла заміж за Фреда Бессіра, кресляра, з яким у неї народилася донька Дон. Шлюб розпався у 1953 році. У 1955 році вийшла заміж за телевізійного сценариста Бада Фрімена; шлюб розпався через рік. Її третій шлюб був з психологом Герхардтом Зоммером, від якого вона мала ще одну доньку, Еріку Єву. Шлюб закінчився розлученням у 1963 році[джерело не вказано] На момент смерті Норт була одружена зі своїм четвертим чоловіком, лауреатом премії «Еммі», титульним дизайнером Філіпом «Філлом» Норманом.
4 листопада 2005 року вона померла на 74-му році життя через ускладнення онкологічного захворювання.

## Фільмографія
- Вибачте мій прах (1951) — член клубу шести дівчат (немає в титрах)
- Here Come the Girls (1953) — Хорін (немає в титрах)
- Living It Up (1954) — танцівниця
- Дівчина в рожевих колготках (1954) (незавершений)
- Як бути дуже, дуже популярним (1955) — Кучерява Флегг
- Лейтенант носив спідниці (1956) — лейтенант Кеті Віткомб
- The Best Things in Life Are Free (1956) — Кітті Кейн
- Шлях до золота (1957) — Генрієтта «Хенк» Кліффорд, офіціантка
- Без початкового внеску (1957) — Ізабель Флегг
- In Love and War (1958) — Лотарингія
- Марді Гра (1958) — Іді Вест
- Внутрішній простір місця призначення (1966) — лікар Рене Перон
- Медіган (1968) — Джонсі
- Шовкопряд (1969) — офіціантка
- Проблеми з дівчатами (1969) — Ніта Бікс
- Io sono la legge (1970)
- Законник (1971) — Лаура Шелбі
- Організація (1971) — місіс Морган
- Чарлі Варрік (1973) — Джевелл Еверетт
- The Outfit (1973) — дружина Бака
- Breakout (1975) — Мирна
- Найвлучніший (1976) — Серепта
- «Виживання» (1976) — Шері
- Телефон (1977) — Марі Віллс
- Випробування на кролика (1978)
- «Тільки раз у житті» (1979) — Саллі
- Маніяк-поліцейський (1988) — Саллі Ноланд
- Холодний собачий суп (1990) — місис Г'юз
- Беззахисний (1991) — місис Бодек
- План Сьюзен (1998) — місис Бейерс (остання роль у кінематографі)

## Нагороди та відзнаки
- Театральна світова премія
  - Перемога: за роль у фільмі «Хейзел Флегг» (1953)
- «Еммі»
  - Номінація: Найкраща жіноча роль за одну появу в драматичному або комедійному серіалі, Маркус Велбі, доктор медичних наук, епізод «Звідки ти знаєш, що мені болить?» (1976)
  - Номінація: найкраща виконавиця головної ролі в комедійному серіалі, Місце Арчі Банкера (1980)